# تپه چوپان‌زاده ۲
تپه چوپان‌زاده ۲ مربوط به دوره اشکانیان - دوره ساسانیان است و در شهرستان ملکان، بخش لیلان، ۵۰۰ متری ضلع جنوبی شهر لیلان واقع شده و این اثر در تاریخ ۲۷ اسفند ۱۳۸۶ با شمارهٔ ثبت ۲۲۵۷۰ به‌عنوان یکی از آثار ملی ایران به ثبت رسیده است.